# Kajárpéc
Kajárpéc è un comune di 1 389 abitanti situato nella contea di Győr-Moson-Sopron, nell'Ungheria nordoccidentale.